# Urim och Tummim
Urim och Tummim (Thumim), hebr., är en fras i Gamla Testamentet som syftar på det heliga orakel, genom vilket Israel i äldre tider "frågade Herren" i tvivelaktiga eller svåra fall. 
Urim och Tummim förefaller ha utgjorts av två smärre föremål, enligt den sannolikaste gissningen två stenar eller stavar, som tjänade till lottkastning. Bibeln lämnar inga upplysningar om vad Urim och Tummim bestod av eller hur de användes; det mest upplysande stället i fråga om deras användning är 1 Sam. 14:41 enligt Septuagintas text. Enligt den prästerliga lagen låg Urim och Tummim i den s.k. bröstskölden på översteprästens ämbetsskrud, men verkar på dess tid ha varit i föga bruk (3 Mos. 8:8, jfr 4 Mos. 27:21). Urim är förmodligen en härledning av arar, "förbanna", tummim av tamam, "vara hel, lycklig".
Enligt en äldre uppfattning (baserad på jämförelser med av allt att döma besläktade hebreiska ord) skulle Urim betyda "ljus" eller "uppenbarelse", och Tummin betyda "sanning" eller "rätt"; se exempelvis
Nordisk familjebok (1800-talsupplagan). Urim v'Tummim har också valts som det ryktbara Yaleuniversitetets hebreiska valspråk, med just den latinska motsvarigheten Lux et veritas (ljus och sanning).

## Urim och Tummim inom mormonismen
Enligt Jesu Kristi Kyrka av Sista Dagars Heligas grundare Joseph Smith var Urim och Tummim två stenar i silverbågar, fästa vid en bröstplåt, som kännetecknade siare i forna tider. Smith anger att han med hjälp av dessa översatte Mormons bok från en text på "reformerad egyptiska" skriven på metallplåtar som han mottagit av ängeln Moroni.